# Farseer
Farseer (titlu original The Farseer) este o trilogie fantasy a scriitoarei americane Robin Hobb, fiind o parte a seriei mai mari The Realm of the Elderlings. Trilogia urmărește viața lui FitzChivalry, un bastard înzestrat cu Har care devine asasin al regelui, ajutându-l să păstreze unite cele Șase Ducate în fața amenințărilor externe ale piraților și interne ale uzurpatorului prinț Regal, toate acestea cu prețul sacrificării lucrurilor la care ține cel mai mult.

## Conținutul seriei
- Ucenicul asasinului (1995)
- Asasinul regal (1996)
- Răzbunarea asasinului (1997)

## Personaje
- FitzChivalry Farseer - protagonistul seriei, numit Catalizatorul de către Bufon, este bastardul prințului Chivalry luat sub aripa sa ocrotitoare de către regele Shrewd, care îl antrenează pentru a-i deveni asasin. Înzestrat cu Meșteșug, ca toți membrii familiei Farseer, este ajutat de prințul Verity să își dezvolte această aptitudine. Este înzestrat și cu Har, cu ajutorul căruia se leagă de doi câini și, ulterior, de lupul Ochi Întunecați. Este îndrăgostit de Molly, cu care are un copil, Nettle.

- Ochi Întunecați - "fratele" lui Fitz, un lup loial până la moarte celui cu care e legat prin Har, legătura mijlocită de Har cu oamenii îl face să transceandă condiția sa animalică. În timpul morții lui Fitz, îi găzduiește sinele în trupul său.

- Burrich - grăjdarul-șef al prințului Chivalry, are grijă de educația și de viitorul lui Fitz ca și cum ar fi copilul său, răsfrângându-și mai departe afecțiunea și grija și asupra fiicei acestuia, Nettle. Înzestrat cu Har, este numit Inima Haitei de către Ochi Întunecați. A fost îndrăgostit de Lady Patience, soția prințului Chivalry.

- Chade Fallstar - un alt bastard Farseer, asasin al regelui, cunoscut și sub numele de Omul Însemnat, îl inițiază pe Fitz în tainele acestei meserii. Deseori călătorește deghizat, una dintre cele mai folosite deghizări fiind aceea a bătrânei Lady Thyme.

- Molly - lumânăreasă, se împrietenește din copilărie cu Fitz, de care ajunge să se îndrăgostească ulterior. Deși dragostea ei este împărtășită, cei doi nu pot fi împreună deoarece viața lui Fitz este dedicată regelui său. Împreună cu el are o fiică, Nettle, de a cărui creștere se va ocupa împreună cu Burrich.

- Bufonul - numit și Profetul Alb, este un om ciudat, aparent neserios, dar care pe parcursul seriei se dovedește a cunoaște o serie de lucruri care îl ajută pe Fitz în misiunea sa, deoarece crede că el este Catalitatorul din profeții. La un moment dat asupra sa planează incertitudinea dacă este bărbat sau femeie deghizată și, deși el declară că este bărbat, incertitudinea nu este elucidată pe deplin.[1]

- Verity Farseer - al doilea fiu al regelui Shrewd și al reginei Constance. Când fratele său, Chivalry, abdică deoarece află că are un bastard, se vede propulsat în postura de viitor rege. Căsătorit cu Kettricken din Regatul Munților, misiunea sa de căpătâi devine căutarea Străbunilor care să îl ajute să scape cele Șase Ducate de Pirații Corăbiilor Roșii. Misiunea sa este încununată de succes când reușește să se tranforme într-un dragon.

- Kettricken - prințesă din Regatul Munților, fiica regelui Eyod și, conform tradiției, Sacrificiu pentru poporul său. Căsătorită cu prințul Verity, îi naște acestuia un moștenitor al tronului neamului Farseer, prințul Dutiful.

- Regal Farseer - fiul cel mai mic al regelui Shrewd și al reginei Desire, invidios pe frații săi mai mari,

mereu pus pe intrigi și căutând să trăiască în lux. Viclean și crud, se autoproclamă rege după moartea tatălui său.
- Shrewd Farseer - rege Farseer, tatăl lui Chivalry, Verity și Regal. Conduce regatul cu o mână de fier și, deși e viclean și neîndurător, știe să atragă loialitatea celor care îl înconjoară.

- Lady Patience - soția prințului Chivalry, o femeie dificilă, pasionată de plante. Înfuriată inițial de existența unui bastard al soțului ei, îl ia ulterior sub aripa ei, ocupându-se de educația lui. În perioadele tulburi în care cele Șase Ducate sunt părăsite de Verity, exploatate nemilos de Regal și jefuite de Pirații Corăbiilor Roșii, conduce din umbră poporul, nelăsându-l pradă deznădejdii.

- Starling Birdsong - femeie menestrel, dornică să îl însoțească pe Fitz în căutarea lui Verity, dorindu-și să participe la un eveniment memorabil pe care să îl cânte și care să îi aducă faima.

- Kettle - pe numele real Kestrel, este o inițiată în Meșteșug bătrână de peste 200 de ani, îl ajută pe Verity să dea viață dragonului care să salveze cele Șase Ducate.

- Galen - Maestru al Meșteșugului, invidios și răutăcios, creează un grup de inițiați din porunca regelui Shrewd, dar îl pune în slujba lui Regal. Din acest grup fac parte August - care își pierde ulterior Meșteșugul, Serene și Justin - care se folosesc de meșteșugul regelui Shrewd până epuizează energia vitală din acesta,omorându-l, Will, Burl și Carrod - care devin marionete în mâinile lui Regal, acesta folosindu-se de Meșteșugul lor și Fitz - căruia are grijă să îi distrugă aproape complet abilitatea de a folosi Meșteșugul.

## Istoria
„Istoria celor Șase Ducate este, neîndoielnic, istoria familiei conducătorilor lor, a neamului Farseer. Dacă e ca povestea lor să fie spusă în întregime, atunci ea trebuie să înceapă de demult, dinainte de întemeierea Primului Ducat, și, dacă nu cumva li s-au uitat numele, ar trebui să-i pomenească pe Străinii care veneau pe mare și, pirați fiind, invadau un țărm mai blând și mai primitor decât malurile reci ale Insulelor Străine.”
Primul rege adevărat și întemeietorul neamului regesc s-a numit Taker și era un Străin care a atacat fortificațiile din lemn de la Buckkeep. În locul lor el a ridicat ziduri și turnuri din piatră neagră, dând naștere Primului Ducat. Regelui Taker i-a urmat regele Ruler, iar cucerirea neamului Farseer s-a întins asupra celorlalte trei regate de coastă, Bearns, Rippon și Shoaks.
După formarea unui regat care cuprindea cele patru ducate, regele Victor/Wielder a vrut să cucerească Statele Chalced, dar buna organizare a acestora l-a determinat să renunțe. El a cucerit în schimb teritoriile interioare din Sandsedge, locuite de triburi nomade, precum și pământurile din Tilth. Femeia care ar fi urmat să fie regină în Sandsedge a devenit soția fiului celui mai mare a regelui, luându-și numele de regina Graciousness la încoronare. Pământurile din Sandsedge au devenit, în cele din urmă, Ducatul Farrow.
Nepoata lui Victor/Wielder, regina Munificence, i-a ridicat la rang de nobili pe bătrânii triburilor din Farrow și pe membrii fostelor familii conducătoare din Tilth, aranjând căsătorii, împroprietărind cu pământ și creînd alianțe între locuitorii coastei și cei din interiorul ținutului. Ea a fost prima care a folosit titulatura de regatul celor Șase Ducate.
De-a lungul istoriei, relații dintre cele Șase Ducate și Străini au oscilat între comerțul pașnic și jefuirea țărmurilor. La un moment dat, sătul ca pirații necruțători să îi prade țărmurile, regele Wisdom a pornit în căutarea miticilor Străbuni din Regatul Munților, pe care i-a adus în ajutorul său, alungându-și dușmanii.
În anii pașnici ai domniei regelui Bounty s-a renunțat la inițierea în Meșteșug pentru formarea de grupuri, singurii care mai erau inițiați în această artă fiind prinții și regii.
În vremea regelui Shrewd, Keban Rawbread a ajuns la putere între Străini și a început să jefuiască sistematic și nemilos coastele celor Șase Ducate, cu ajutorul oamenilor săi care au ajuns să fie cunoscuți sub numele Pirații Corăbiilor Roșii. O vreme, regele Shrewd, împreună cu prinții Chivalry și Verity au luptat împotriva lor cu ajutorul Meșteșugului și, pentru a întări puterea celor Șase Ducate,s-a încercat realizarea unei alianțe cu Regatul Munților, prin căsătoria prințului Verity cu prințesa Kettricken.
Planurile acestea au fost date peste cap de o înlănțuire de evenimente: prințul Chivalry a murit, puterea regelui Shrewd a fost secată de inițiații Serene și Justin, iar Verity a fost sabotat de uneltirile lui Regal.
Singura soluție rămasă a fost aceea de a porni în căutarea Străbunilor, lucru pe care Verity l-a făcut, lăsându-și astfel regatul vulnerabil în fața uzurpatorului Regal. Autoproclamatul rege Regal s-a retras în ducatele din interior, lăsând ducate de coastă în mâinile Piraților Corăbiilor Roșii, care le-au jefuit și distrus fără milă.
Când Verity s-a transformat în dragon, i-a alungat pe Străini și le-a atacat la rândul său coastele, răzbunând fărădelegile comise în cele Șase Ducate. Regal a abdicat și i-a jurat credință reginei Kettricken și prințului născut de ea, Dutiful.

## Geografia

### Cele Șase Ducate
- Buck - ducatul în care se află reședința familiei Farseer, cel mai important bastion în apărarea împotriva Piraților Corăbiilor Roșii. După retragerea regelui Regal în ducatele din interior, Buck a rămas sub conducerea incompetentului Lord Bright, dar conducerea din umbră asigurată de Lady Patience a fost cea care a reușit să mențină unită populația în lupta de supraviețuirea în fața atacului Piraților.

- Bearns - al doilea bastion ca importanță în fața Piraților, condus de bătrânul Lord Brawndy. Regele Shrewd a intenționat să întărească legăturile cu acest regat, căsătorindu-l pe FitzChivalry cu una dintre fiicele ducelui.

- Rippon și Shoaks - celelalte două ducate de coastă, au sprijinit ducatul Bearns după fuga lui Regal, deși erau și ele atacate de Pirați. Al doilea ducat este cunoscut și prin luptele cu Statele Chalced, mulții dintre sclavii acestui din urmă stat căutând azil aici.

- Tilth și Farrow - ducatele din interior, care susțin cu bani și grâne ducatele de coastă împotriva atacului Piraților, lucru care le nemulțumește. Aici se retrage Regal din fața invaziei Străinilor, mama sa fiind de origine din Farrow.

### Regatul Munților
Format dintr-o serie de așezări nomade și având capitala la Jhaampe, regatul a fost fondat de o femeie cunoscută sub numele de Judecătoarea, care a înstăpânit tradiția ca acela care conduce regatul să se sacrifice pentru poporul său. Între acest regat și cele Șase Ducate există o îndelungată istorie comercială, locul de întâlnire constituindu-l Lacul Albastru. Regele Eyod acceptă să întărească relațiile cu cele Șase Ducate printr-o alianță pecetluită prin căsătoria dintre prințul Vertity și prințesa Kettricken. Pentru a se asigura că, după moartea regelui Eyod, controlul asupra Regatului Munților va ajunge în mâinile regelui celor Șase Ducate, prințul moștenitor Rurisk este asasinat de către Regal.
Limba vorbită în Regatul Munților este chyurda.
Regatul este și tărâmul legendarilor Străbuni, ființe care vin în ajutorul celor Șase Ducate în momentele de cumpănă ale istoriei.

### Statele Chalced
Singurul loc în care se mai practică sclavia. Între Statele Chalced și ducatul Shoaks a fost un război îndelungat, fiecare părți ocupând periodic teritorii din cealaltă. După stabilirea păcii, scalvii din Chalced fugeau deseori în Shoaks, cerând azil.
Pentru a fi recunoscuți, sclavii erau tatuați pe față. Un sclav eliberat primea un inel ca semn de recunoaștere, dar nu putea circula liber pe teritoriul Statelor Chalced decât dacă primea un cercel potrivit cu simbolul clanului ultimilor stăpâni tatuat pe obraz. FitzChivalry ajunge în posesia unui asemenea cercel, care se pare că i-ar fi aparținut bunicii lui Burrich.

### Regatul Insulelor Piraților
Locuite de Străini, care fac negoț pe mare sau devin pirați. Relațiile dintre ei și cele Șase Ducate oscilează între perioade de comerț pașnic și jafuri ale așezărilor de coastă. De aici a venit în cele Șase Ducate întemeietorul neamului Farseer, Taker.
Odată cu ascensiunea la putere a lui Rawbread, jafurile Străinilor asupra coastelor celor Șase Ducate au cunoscut un nivel fără precedent, Pirații ajungând până în ducatele interioare, navigând pe râul Buck. Străinii care au refuzat să se alăture acestor jafuri au fost șantajați cu transformarea în neoameni a familiilor lor.

## Magie, credințe și folclor

### Meșteșugul
Este o abilitate care, cultivată, permite posesorului să capete puteri deosebite. El poate vedea prin ochii altor persoane, poate influența mințile altora, poate comunica cu alți inițiați în Meșteșug, îî poate ataca pe alții cu ajutorul său, poate omorî alți inițiați (deși acest lucru poate avea consecințe extrem de nefaste asupra celui care o face), poate bloca folosirea Meșteșugului de către alți inițiați și, după cum se vede în timpul căutării lui Verity, pot modela materia (creând Drumul Meșteșugului sau dragonii).
Inițiații ajung foarte ușor dependenți de Meșteșug, acesta ajungând în timp să le consume resursele vitale. Cel care îl folosește trebuie să fie foarte atent când comunică prin intermediul său, deoarece alți inițiați în Meșteșug pot "trage cu urechea". Cei care trec prin experiențe traumatizante în timpul folosirii Meșteșugului ajung să își ridice ziduri inconștiente, care împiedică atât manipularea lor prin intermediul său, cât și folosirea de către ei a Meșteșugului (cum pățesc, de exemplu, FitzChivalry sau August).
Un inițiat în Meșteșug poate împrumuta din puterea sa altui inițiat, lucru pe care Verity îl face uneori cu FitzChivalry. Meșteșugul poate fi folosit și pentru prelungirea vieții, ca în cazul lui Kettle/Kestrel, dar și pentru a sculpta Străbunii-dragoni.
Inițial, fiecare Maestru al Meșteșugului își făcea un grup de șase inițiați, care erau loiali regelui sau reginei și între care se crea o legătură strânsă. Inițiații din grup erau selectați atent în funție de afinități și abilități, iar grupul primea numele înițiatului-cheie. Moartea ultimei Maestre, Solicity, i-a lăsat pe Chivalry, Verity și Galen cu pregătirea neîncheiată. Ultimul dintre ei a devenit totuși Maestru, creând la rândul său un grup de inițiați, la porunca regelui Shrewd.

### Harul
O altă abilitate a unora dintre oameni o constituie Harul, care permite crearea unei legături între un om și un animal. Legătura se adâncește cu timpul, cei doi ajungând să împărtășească totul împreună. În timp, omul dobândește unele dintre caracteristicile animalului (cum ar fi aceea de a trăi în prezent și de a deveni loial celor apropiați), iar animalul unele dintre caracteristicile omului (cum ar fi planificarea și preocuparea pentru consecințele propriilor acțiuni).
În cazuri extreme, unul dintre cei doi parteneri legați de Har poate găzdui sufletul celuilalt, cum e cazul lui Ochi Întunecați care îl poartă o vreme cu el pe Fitz după ce acesta este ucis. După revenirea în propriul corp, totuși, celui care a stat în trupul celuilalt îi vine foarte greu să revină la modul de gândire și de comportament firești.
Întocmai ca în cazul Meșteșugului, cei înzestrați cu Har (toate animalele și unii oameni) pot "auzi" ce comunică alții folosind Harul. Legătura Harului este atât de puternică, încât poate fi folosită în apărarea împotriva Meșteșugului. Moartea unuia dintre parteneri provoacă o durere intensă în cel care supraviețuiește, care simte ca și cum și-ar fi pierdut o parte din el.
Oamenii din popor consideră Harul dezgustător, crezând că omul ajunge să se tranforme în animalul de care e legat. Din acest motiv, posesorii de Har, așa numiții Sânge Străvechi, stau ascunși. Ei încurajează căsătoriile între cei dotați cu Har pentru a păstra și îmbunătăți această abilitate. Cei cu Sânge Străvechi e ajută între ei, deși nu este întotdeauna ușor pentru diferitele specii de animale să se tolereze unele pe altele. Pentru cei cu Sânge Străvechi, există o întreagă metodă de antrenament în folosirea Harului, întocmai ca și în cazul celor care posedă Meșteșeugul.

### Profețiile albe
Acestea sunt o serie de scrieri care prevăd vremurile viitoare. Fiecare perioadă are Profetul său Alb, cel actual fiind Bufonul. Profeții au grijă ca profețiile să se împlinească, căutând persoanele și evenimentele care trebuie supravegheate și influențate în acest sens.
După cum recunoaște Bufonul, profețiile nu sunt întotdeauna ușor de interpetat, de multe ori ele dovedindu-și adevăratul sens abia după petrecerea evenimentelor, când toate piesele s-au așezat la locul lor.

### Străbunii
Ființe mitice care se găsesc pe drumul din Regatul Munților către Tărâmul Ploilor Sălbatice, au fost chemate în ajutor de regele Wisdom și, urmându-i exemplul, de prințul Verity. Ei au forma unor ființe înaripate, în general dragoni (deși pot lua și alte forme, cum ar fi mistrețul înaripat al regelui Widom), care "au adormit" și sunt foarte greu de readus la viață.
Străbunii pot fi creați și de oamenii dotați cu Meșteșug, care îi sculptează într-o piatră specială, vărsându-și în ei toate emoțiile, sentimentele și, în final, viața. Ei pot fi readuși la viață prin sacrificarea unei vieți și pot fi detectați cu ajutorul Harului.
Tehnica aceasta este folosită și de Pirații Corăbiilor Roșii, care varsă toate sentimentele oamenilor într-o piatră similară celei din care sunt sculptați Străbunii, dând naștere unor oameni goliți de orice emoții, care ajung să terorizeze teritorii întregi. Acești neoameni sunt atrași în mod deosebit de posesorii Harului și al Meșteșugului.

### Omul Însemnat
Legenda lui a apărut înaintea sosirii neamului Farseer, pe vremea primilor locuitori ai Ducatelor. După ce oamenii au încetat să mai navigheze pe mări și s-au așezat la casele lor, cultul lui El a început să fie înlocuit cu cultul Edei. Când doar un singur bătrân a mai rămas să îl slăvească pe El, zeul s-a înfuriat și l-a blestemat pe acesta să nu poată muri sau naviga. Trupul bătrânului s-a umplut de pete și, de atunci, "Omul Însemnat" călătorește din loc în loc, propovăduind ridicarea unui neam nou de către El și lăsând în urma sa boli și moarte.

### Zeii
- El - zeul mării și primul Străbun, venerat în cele Șase Ducate și singurul zeu căruia i se închină Străinii. El le-a dat oamenilor marea cu tot ce înota în ea și cu pământurile pe care le uda[16]. Cu timpul, unii oameni au încetat să mai călătorească pe mări și s-au așezat la casele lor, unde au început să o slăvească pe Străbuna plugarilor, Eda.
- Eda - zeița-mamă, venerată în cele Șase Ducate ca protectoare a recoltelor.